# Сорбо-Оканьяно
Сорбо-Оканьяно (фр. Sorbo-Ocagnano, корс. Sorbu è Occagnanu) — коммуна во Франции, находится в регионе Корсика. Департамент коммуны — Верхняя Корсика. Входит в состав кантона Казинка-Фумальто. Округ коммуны — Бастия.
Код INSEE коммуны — 2B286.

## Население
Население коммуны на 2008 год составляло 742 человека.
| 1962 | 1968 | 1975 | 1982 | 1990 | 1999 | 2008 |
| ---- | ---- | ---- | ---- | ---- | ---- | ---- |
| 452  | 546  | 441  | 440  | 492  | 716  | 742  |

## Экономика
В 2007 году среди 465 человек в трудоспособном возрасте (15—64 лет) 295 были экономически активными, 170 — неактивными (показатель активности — 63,4 %, в 1999 году было 55,7 %). Из 295 активных работали 257 человек (155 мужчин и 102 женщины), безработных было 38 (7 мужчин и 31 женщина). Среди 170 неактивных 30 человек были учениками или студентами, 52 — пенсионерами, 88 были неактивными по другим причинам.